# Уравнение Липпмана — Швингера
Уравнение Липпманна — Швингера — квантовомеханическое уравнение, используемое в теории рассеяния и имеющее форму:
{\displaystyle \psi ^{\pm }=\phi +{\frac {1}{E-{\hat {H}}_{0}\pm i\varepsilon }}{\hat {V}}\psi ^{\pm }},
где {\displaystyle \psi ^{\pm }} — неизвестная волновая функция,
{\displaystyle \phi } — волновая функция невозмущённой задачи, {\displaystyle {\hat {H}}_{0}} — гамильтониан невозмущённой задачи, {\displaystyle {\hat {V}}} — оператор возмущения, {\displaystyle E} — энергия. Знаки {\displaystyle \pm } задают правила обхода полюса и соответствуют двум разным решениям, в одном из которых рассеянная волна разбегается от центра рассеяния, а в другом сбегается к нему. {\displaystyle \varepsilon } — положительная бесконечно малая величина.
Уравнение названо в честь Бернарда А. Липпманна и Джулиана Швингера, которые предложили его в 1950 году.